# Alexandre Doutov
 (avril 2012).
Si vous disposez d'ouvrages ou d'articles de référence ou si vous connaissez des sites web de qualité traitant du thème abordé ici, merci de compléter l'article en donnant les références utiles à sa vérifiabilité et en les liant à la section « Notes et références ».
Alexandre Ilitch Doutov (russe : Александр Ильич Дутов), né le 18 août 1879 à Kazalinsk (de) (Kazakhstan), mort le 7 mars 1921 à Shuiding (en) (Chine).
Ataman des cosaques d'Orenbourg, il combattit dans les armées blanches durant la guerre civile russe.

## Carrière militaire
Doutov est formé au corps des cadets d’Orenbourg puis à l’école de cavalerie Nicolas avant de servir dans le 1er régiment des cosaques d’Orenbourg, basé à Kharkov en 1899. En 1903 il visite l’Académie du génie Nicolas qu’il quitte en 1905 pour servir comme volontaire dans la guerre russo-japonaise. Il reprend ses études après la guerre et est diplômé en 1908.
Pendant la Première Guerre mondiale Doutov reste d’abord enseignant dans l’école des junkers d’Orenbourg avant de s’engager en 1916 dans le 1er régiment des cosaques d’Orenbourg combattant sur le front du sud-ouest. Il participe à l’offensive Broussilov au cours de laquelle il est blessé sérieusement mais après deux mois de convalescence il prend le commandement du régiment d’Orenbourg.

### Sous le gouvernement provisoire
En septembre 1917 Doutov est élu ataman des cosaques d’Orenbourg et, sur le plan politique, il est partisan de points de vue républicains et démocrates.

### Révolution d’octobre
Au lendemain de la révolution d’octobre Doutov signe un décret ne reconnaissant pas l’autorité des bolchéviques sur le territoire des cosaques d’Orenbourg. En décembre 1917 il tente de mobiliser les cosaques pour la lutte armée contre les rouges sans grand succès et il ne peut compter que sur un petit nombre de volontaires (notamment les officiers et les étudiants d’écoles militaires).
En janvier 1918 les bolchéviques s’emparent d’Orenbourg, Doutov et ses hommes se replient sur Verkhneouralsk (seconde ville de la région). Sous la pression de l’ennemi en supériorité numérique Doutov doit abandonner Verkhneouralsk en mars et se retire dans la steppe de Tourgaï en avril 1918.
La politique répressive des bolchéviques provoque une révolte des cosaques qui s’étaient jusqu’à là montrés neutres vis-à-vis du nouveau pouvoir. Le soulèvement débute fin avril et aboutit début juillet à la libération d’Orenbourg par les cosaques qui invitent alors Doutov, leur ataman, à reprendre le pouvoir.
Les troupes de Doutov combattent dans l’armée de l’amiral Koltchak mais en septembre 1919 elles essuient une sérieuse défaite face aux rouges vers Aktioubinsk. Les cosaques rejoignent alors les forces de l’ataman Annenkov avec lesquelles elles passent finalement en Chine en mai 1920.
Le 7 avril 1921, Doutov est tué à Shuiding (en) par des agents de la Tchéka.

## Sources
- Notices d'autorité :   - VIAF
  - ISNI
  - IdRef
  - LCCN
  - GND
  - Tchéquie
  - WorldCat